# Michel Hachet
Michel Hachet, né le 4 juillet 1922 à Gérardmer et mort le 31 août 2018 à Toul, est un conservateur de musée, écrivain et érudit français.

## Biographie
Michel Hachet naît le 4 juillet 1922 à Gérardmer. Diplômé de l'Ecole nationale vétérinaire d'Alfort, Michel Hachet s'est installé en 1947 comme vétérinaire à Toul. Fondateur du Cercle d'études locales du Toulois (CELT) l'année suivante, il a créé en 1949 le prix Moselly, destiné à récompenser une nouvelle littéraire évoquant la Lorraine.
Il est à l’origine de la renaissance du musée de Toul dont il a été conservateur à compter de 1985.
En 1964, il est à l'origine d'une reprise de fouilles méthodiques dans le trou des Celtes à la suite de la découverte d'un petit vase par le Cercle d'études locales du Toulois (CELT).
Membre associé de l'académie de Stanislas le 3 mars 1978, titulaire le 20 juin 1980 et honoraire le 23 mai 2014, il en fut le président en 1987.
Il meurt le 31 août 2018 à Toul.

## Distinctions
- 2017 :  Commandeur de l'ordre des Arts et des Lettres (Arrêté du 23 mars 2017)
- 2010 : médaille de la ville de Toul[2]

## Ouvrages

### Auteur ou rédacteur
- En marge de l'histoire de Toul, illustrations de François Jattiot
- Images des églises du Toulois, G. Louis
- Quelques aspects de l'iconographie du porc en Occident...
- Animaux de Lorraine, Pierre Cachan, Bruno Condé, Jean Glasser, Michel Hachet et al. ; dessins de Yvonne Schach-Duc et Claude Poivre
- Le Musée municipal de Toul : guide de visite et catalogue résumé, réd., Michel Hachet ; photogr., André Mertzweiller, Abel Liéger
- Toul, Meurthe-et-Moselle, plan et notice élaborés par Michel Hachet, Abel Liéger et André Mertzweiller ; cartogr. par Geneviève Verninas et Nathalie Pexoto ; coordination Michel Bur ; [publ. par la] Commission internationale pour l'histoire des villes - CNRS éd. ; coll. Atlas historique des villes de France  (ISSN 0765-0817)

### Préfaces
- La boucle de la Moselle, Gérard Howald, Daniel Jacques
- Les gargouilles du cloître de la cathédrale de Toul ou Le mystère de vingt-trois sculptures envoûtantes, Alde Harmand - Illustrateur : Christian Clément, Geneviève Dalier, Micheline Montagne

### Communications parues dans la sérieÉtudes touloises
Cette liste est établie à partir des informations disponibles sur le site de la publication Études touloises, la revue du CELT (Cercle d'études locales du Toulois).
| article 5 ; no 160 (2017)  | Blénod, que signifie ce toponyme ? |
| article 7 ; no 157 (2016)  | Le troupeau communal ovin et son berger en Lorraine et sa rapide disparition. Aingeray (54460)                                                 |
| article 1 ; no 146 (2013)  | Le mausolée de Saint Mansuy à la Cathédrale de Toul : fin d’une pérégrination                                                                  |
| article 3 ; no 145 (2013)  | Au musée de Toul : le musée offre un abri à une délicate Vierge à l´Enfant                                                                     |
| article 1 ; no 143 (2013)  | Réapparition d´un ancien culte populaire, disparu prématurément du Toulois, à travers la récente acquisition d´une statue par le Musée de Toul |
| article 3 ; no 138 (2011)  | Psychologie animale |
| article 4 ; no 135 (2010)  | Un éloge du vin de Toul au XIIe siècle |
| article 5 ; no 135 (2010)  | Une étrange histoire : les retrouvailles de deux frères                                                                                        |
| article 6 ; no 135 (2010)  | Bélisaire |
| article 3 ; no 133 (2010)  | Savonnières près de Foug : villa gallo-romaine et mérovingienne, villa régia carolingienne                                                     |
| article 5 ; no 133 (2010)  | Une interrogation : origine du toponyme Pagney, Pagny...                                                                                       |
| article 3 ; no 129 (2004)  | Statue de saint Eloi, une intéressante acquisition du Musée                                                                                    |
| article 6 ; no 129 (2009)  | Les paradoxales origines touloises d’un portrait de Florent Schmitt                                                                            |
| article 1 ; no 124 (2007)  | La faune des boucles de la Moselle : Faune touloise                                                                                            |
| article 5 ; no 124 (2007)  | La faune des boucles de la Moselle : Un usage bien oublié, la chasse aux petits oiseaux                                                        |
| article 1 ; no 119 (2006)  | Vagabondages des boucles de la Moselle : les Gimeys                                                                                            |
| article 3 ; no 116 (2005)  | Le mariage heureux de l'émail cloisonné et du décor laqué sur biscuit de la faïencerie de Toul-Bellevue                                        |
| article 1 ; no 115 (2005)  | Batellerie et navigation fluviale : Les origines lointaines                                                                                    |
| article 2 ; no 115 (2005)  | De la navigation fluviale à Toul |
| article 8 ; no 115 (2005)  | Les carrières d'Aingeray et le transbordeur franchissant la Moselle                                                                            |
| article 1 ; no 113 (2005)  | En hommage au vignoble toulois... Étancher sa soif à travers les âges (1re partie)                                                             |
| article 2 ; no 113 (2005)  | En hommage au vignoble toulois... Étancher sa soif à travers les âges (2e partie)                                                              |
| article 3 ; no 113 (2005)  | En hommage au vignoble toulois... Étancher sa soif à travers les âges (couvertures couleurs)                                                   |
| article 3 ; no 107 (2003)  | La galerie... Églises du Toulois |
| article 1 ; no 106 (2003)  | La Moselle, voie d’échanges |
| article 1 ; no 102 (2002)  | Éditorial : Émile Moselly |
| article 10 ; no 102 (2002) | Persistance de l'usage des écuelles en bois de hêtre... Rome                                                                                   |
| article 3 ; no 101 (2002)  | Deux intéressants panneaux de céramique de Toul-Bellevue                                                                                       |
| article 4 ; no 101 (2002)  | À propos de la pirogue monoxyle du musée de Toul                                                                                               |
| article 3 ; no 99 (2001)   | Christophe et Claude Moucherel |
| article 3 ; no 96 (2000)   | Un dragon à Toul |
| article 1 ; no 95 (2000)   | La symbolique du bleu : le Christ aux outrages au manteau bleu                                                                                 |
| article 6 ; no 92 (1999)   | Un intéressant ouvrage de Joseph Carez, imprimeur libraire à Toul                                                                              |
| article 5 ; no 83 (1997)   | Le « téléosaure » de Dommartin |
| article 2 ; no 80 (1996)   | Les nouveautés du musée de Toul : un relief figurant la Nativité                                                                               |
| article 1 ; no 80 (1996)   | Les nouveautés du musée de Toul : une pièce exceptionnelle de la faïencerie de Toul, Bernard Palissy dans son atelier                          |
| article 6 ; no 78 (1996)   | La foire de Toul |
| article 3 ; no 77 (1996)   | Retour d'un tableau restauré : L'Adoration des Bergers                                                                                         |
| article 3 ; no 72 (1994)   | Un indice d'exploitation ancienne de sel dans le Toulois                                                                                       |
| article 1 ; no 71 (1994)   | Quelques églises martyres du Toulois |
| article 3 ; no 67 (1993)   | Un précieux linteau roman et deux statues tardives (enrichissement du fonds lapidaire du musée)                                                |
| article 6 ; no 67 (1993)   | Dix ans déjà, etc. René Nouveau (1906-1983) |
| article 4 ; no 59 (1991)   | Quatre chapiteaux toulois |
| article 2 ; no 48 (1988)   | La paille de seigle, une matière première oubliée                                                                                              |
| article 2 ; no 35 (1985)   | Sur un rite accompagnant la naissance des chevaux en Lorraine                                                                                  |
| article 2 ; no 34 (1985)   | Description et essai d'identification d'un fragment de monument funéraire d'un évêque...                                                       |
| article 5 ; no 29 (1983)   | In memoriam René Nouveau (1906-1983) |
| article 5 ; no 27 (1982)   | Un relief gothique tardif figurant la Nativité de la Vierge découvert à Lagney (canton de Toul-Nord)                                           |
| article 4 ; no 12 (1978)   | Épigraphie |
| article 2 ; no 7 (1977)    | Saint-Vincent au musée |
| article 5 ; no 7 (1977)    | Paléontologie : Mise au jour des restes d'un crocodile fossile                                                                                 |
| article 3 ; no 6 (1976)    | Le loup en Lorraine |
| article 4 ; no 6 (1976)    | L'Ecbasis : une épopée animale écrite à Toul au Xe siècle                                                                                      |
| article 1 ; no 2 (1974)    | Toponymie du Toulois |
|                            | |